# No One Is Innocent
A No One Is Innocent a Sex Pistols angol punk együttes ötödik kislemeze, amely 1978. június 30-án jelent meg. A Sex Pistols már 1978 elején feloszlott, miután Sid Vicious basszusgitáros és Johnny Rotten énekes kilépett az együttesből. A No One Is Innocent dalt a két együttmaradt tag, Paul Cook és Steve Jones rögzítette Ronnie Biggs énekével, aki az 1963-as nagy vonatrablásban való részvételével híresült el. A felvételek alatt Biggs Brazíliában élt, a brit hatóságok körözték, de kiadatási engedélyük nem volt. A dal szerzőiként Cookot, Jonest és Biggset tüntették fel.

## A szöveg tartalma
A dalszöveg folyamatosan utal a God Save the Queen dalra; minden sor a "God save..." kifejezéssel kezdődik (Isten áldd meg...). A kifejezést több, gyakran negatív megítélésű ember neve követi, kezdve magával a Sex Pistols-szal. Utalnak Bill Grundy-ra, akinek a TV-műsorában az együttes tagjai két évvel a kislemez megjelenése előtt nagy botrányt kavartak. A dalszövegben feltűnik Martin Bormann, és a "menekülő nácik", Myra Hindley és Ian Brady hírhedt gyermekgyilkosok, továbbá politikusok és a rendőrség (akikre "disznókként" hivatkoznak), Idi Amin, végül pedig maga Biggs.
Az utolsó versszak utolsó sora, "God save the good samaritan and God save the worthless creep" (Isten áldd meg az irgalmas szamaritánust és Isten áldd meg a hitvány mocskokat") kitér mind a pozitív és negatív karakterekre, miközben azt állítják, hogy senki sem ártatlan. Ez jó példája a Sex Pistols nihilista felfogásának.
A felvételek alatt adott egyik interjújában Paul Cook azt mondta: "Isten védjen meg mindenkit, még a rossz embereket is".
Bormannt, akit a kislemez 12 hüvelykes kiadásán gúnyosan az együttes basszusgitárosaként ábrázolnak, megemlítik a Pistols korábbi dalában is, a Belsen Was A Gas-ban is. A No One Is Innocent szövegében a nácikat a következő sorokkal mentegetik: "they wasn't being wicked/it was their idea of fun" (nem voltak őrültek, csak így szórakoztak). Bormannról évekig feltételezték, hogy Biggshez hasonlóan Brazíliába szökött az igazságszolgáltatás elől.
A dal címe eredetileg Cosh the Driver lett volna, egy utalás a Biggs vonatrablása alatt majdnem halálra vert mozdonyvezetőre. A Virgin Records megvétózta az ötletet, így a kislemez végül No One Is Innocent (A Punk Prayer by Ronnie Biggs) címmel jelent meg. A 12 hüvelykes lemezen The Biggest Blow cím szerepelt, de a későbbi kiadások visszatértek az eredeti címhez.
A dal a brit listák hetedik helyéig jutott, szerepelt a The Great Rock 'n' Roll Swindle és Flogging a Dead Horse albumokon. A kislemez B-oldalán Sid Vicious My Way-feldolgozása szerepelt.

## Felvételek

### No One Is Innocent
A dalt egy ismeretlen riói stúdióban rögzítették Jones és Cook ott-tartózkodása alatt (1978. január közepétől februárig). A szöveget és éneket Ronald Biggs szolgáltatta: "A felvétel egy riói templomban készült. A pap is ott volt, egész boldognak nézett ki. Elég részegek voltunk, mire odaértünk, ez megmagyarázza, miért fals néha a felvétel. Felvettük a 'Belsen Was A Gas'-t is, de meg kell mondjam, nem örültem neki. Megkönnyebbültem, amikor nem került fel a kislemez B-oldalára, a szöveget kissé gusztustalannak találtam."
A Belsen Was A Gas dal felkerült az 1979-es The Great Rock ’n’ Roll Swindle albumra. Mindkét dalhoz készítettek további felvételeket a londoni Wessex Studios-ban, Bill Price vezetésével.

### My Way
A zenei aláfestést 1978. április 10-én rögzítették a párizsi Studio de la Grande Armée-ben Emmanuel Guyot hangmérnökkel. A dalban francia stúdiózenészek is közreműködtek: Claude Engel (gitár) és a Voyage együttes (Sauveur Mallia basszusgitáron és Pierre-Alain Dahan dokobon). Az éneket szintén aznap rögzítették, a végleges változatot három felvételből vágták össze.
További felvételek készültek a londoni Wessex Studios-ban Bill Price vezetésével. Steve Jones gitározott, Simon Jeffes pedig elkészítette a dal orchesztrális intróját.
Az eredeti aláfestés és a három felvett ének egyike felkerült a Sid Sings albumra.
Dave Goodman producer állítása szerint ő is elkészített egy változatot a Berwick Street Studios-ban, 1978 júniusában, de ez a felvétel túl későn került a kiadóhoz, hogy felhasználhassák.

## Helyezések
- A dal az Egyesült Királyságban 10 hetet töltött a Top 75-ös listán; 1978. július 8-án érte el a 7. helyet.
- A Virgin Records Nyugat-Németországban, Hollandiában, Olaszországban és Görögországban is kiadta a kislemezt, itt nem ért el listás helyezéseket.
- Franciaországban a Barclay Records gondozásában jelent meg a kislemez, nem került fel a listákra.
- Ausztráliában a Wizard Records forgalmazta a kislemezt, nem került fel a listákra.
- Japánban 1978 augusztusában jelent meg a kislemez a Nippon Columbia gondozásában, de a listákra nem került fel.
- A Warner Brothers nem adta ki Amerikában a kislemezt.